# Красний Луч (Грязинський район)
Красний Луч (рос. Красный Луч) — селище у Грязинському районі Липецької області Російської Федерації.
Населення становить 7 осіб. Належить до муніципального утворення Сошкинська сільрада.

## Історія
З 13 червня 1934 до 6 січня 1954 року у складі Воронезької області. Відтак входить до складу Липецької області.
Згідно із законом від 23 вересня 2004 року № 126-ОЗ органом місцевого самоврядування є Сошкинська сільрада.

## Населення
| 2009 | 2010 | 2013 |
| ---- | ---- | ---- |
| 1    | ↗3   | ↗7   |